# Tình trạng con người
Tình trạng của con người là tất cả các đặc điểm và các sự kiện chính tạo nên các yếu tố cần thiết cho sự tồn tại của con người, bao gồm sinh, tăng trưởng, cảm xúc, khát vọng, xung đột và tử vong. Đây là một chủ đề rất rộng, đã và đang tiếp tục được suy ngẫm và phân tích từ nhiều khía cạnh, bao gồm cả những tôn giáo, triết học, lịch sử, nghệ thuật, văn học, nhân chủng học, tâm lý học và sinh học.
Là một thuật ngữ văn học, "tình trạng con người" thường được sử dụng trong bối cảnh của các chủ đề mơ hồ như ý nghĩa của cuộc sống hoặc các mối quan tâm đạo đức.

## Một số quan điểm
Mỗi tôn giáo lớn có niềm tin dứt khoát liên quan đến tình trạng của con người. Chẳng hạn, Phật giáo dạy rằng cuộc sống là một vòng luân hồi đau khổ, chết chóc và tái sinh vĩnh viễn từ đó con người có thể được giải thoát thông qua Bát chánh đạo. Trong khi đó, nhiều Kitô hữu tin rằng con người được sinh ra trong tình trạng tội lỗi và phải chịu khổ đau ở thế giới bên kia trừ khi họ nhận được sự cứu rỗi thông qua Giêsu Kitô.
Các triết gia đã cung cấp nhiều quan điểm khác. Một quan điểm cổ xưa có ảnh hưởng là tác phẩm Cộng hòa tại đó Plato khám phá câu hỏi "công lý là gì?" và cho rằng đó không phải là vấn đề chủ yếu giữa các cá nhân mà là của toàn xã hội, khiến anh ta nghĩ ra một điều không tưởng. Hai ngàn năm sau René Descartes tuyên bố " Tôi tư duy, nên tôi tồn tại" bởi vì ông tin rằng tâm trí con người, đặc biệt là khoa lý luận của nó, là yếu tố quyết định chính của sự thật; vì điều này, ông thường được ghi nhận là cha đẻ của triết học hiện đại. Một trường phái hiện đại như vậy, chủ nghĩa hiện sinh, cố gắng hòa giải cảm giác mất phương hướng và nhầm lẫn của một cá nhân trong một vũ trụ được cho là vô lý.
Nhiều tác phẩm văn học cung cấp quan điểm về tình trạng của con người. Một ví dụ nổi tiếng là độc thoại của Shakespeare "Tất cả thế giới là một sàn diễn" tóm tắt sâu sắc bảy giai đoạn của cuộc sống con người.
Tâm lý học có nhiều giả thuyết, chẳng hạn như hệ thống nhu cầu của Maslow và khái niệm khủng hoảng bản sắc. Nó cũng có nhiều phương pháp khác nhau, ví dụ như liệu pháp logic được phát triển bởi người sống sót qua Holocaust Viktor Frankl để khám phá và khẳng định ý nghĩa. Một phương pháp khác, liệu pháp hành vi nhận thức, đã trở thành một phương pháp điều trị rộng rãi cho trầm cảm lâm sàng.
Kể từ năm 1859, khi Charles Darwin xuất bản cuốn Nguồn gốc các loài, thuyết tiến hóa sinh học đã có ý nghĩa quan trọng. Lý thuyết đặt ra rằng loài người có liên quan đến tất cả những người khác, sống và tuyệt chủng, và chọn lọc tự nhiên là yếu tố sinh tồn chính. Điều này đã tạo cơ sở cho niềm tin mới, ví dụ chủ nghĩa Darwin xã hội và công nghệ mới, ví dụ như kháng sinh.